# Estadio Presbítero Bartolomé Grella
El Estadio Presbítero Bartolomé Grella, también conocido simplemente como El Grella, es un estadio de fútbol de Paraná, Entre Ríos, con una capacidad total de 22.000 espectadores y localizado entre las calles Presbítero Grella, San Nicolás, Ayacucho y Avenida Churruarín, que pertenece a Patronato. Su barriada se apoda como Villa Sarmiento.
Es el estadio más grande de la ciudad de Paraná y de la provincia de Entre Ríos. Albergó partidos de la Copa Sudamericana y la Copa Libertadores, entre otros acontecimientos.
La sede central del Club Patronato se encuentra ubicada en las mismas instalaciones de su estadio, y cuenta con una variedad de infraestructuras deportivas y recreativas. Entre ellas, se destacan tres piscinas, una de las cuales es de competición para la práctica de natación. Además, el club dispone de un estadio de básquet, un Salón de Usos Múltiples (SUM), quinchos y un gimnasio completamente equipado.

## Características
Posee un palco para autoridades e invitados especiales, baños en todos los sectores del estadio, palcos techados, populares locales y visitantes. Cuenta con 23 cabinas de transmisión de radio y televisión, además de una cabina para la voz del estadio. Dispone de dos playones para el ingreso de autoridades, micros de los equipos, seguridad y otros organismos. También incluye una sala de prensa y una zona mixta antes del ingreso a los vestuarios.
Las dimensiones del campo de juego son de 105 × 68 metros.

## Nombre
El Padre Grella nació el 29 de noviembre de 1879 en Turín, Italia. Llegó a Paraná como profesor del seminario en 1914 y, ese mismo año, compró un lote en calle Andrés Pazos para que sus alumnos de latín pudieran jugar al fútbol. A semejanza de los Patronatos de Francia (centros cristianos deportivos y culturales) denominó a la naciente entidad Patronato de la Juventud Católica. Luego, en 1931 compró un lote a dos cuadras del estadio actual. Allí levantó la capilla Santa Teresita y delimitó dos campos de juego, con el objetivo de inculcar la práctica del deporte en los más chicos.
Más tarde, a esos terrenos los donó a la Curia Arquidiocesana para que se construyera una parroquia y una escuela para todo el barrio. La condición que impuso el padre Grella fue que Patronato no fuera desalojado de ese terreno al menos hasta que consiguiera una parcela para hacerse una nueva cancha. El caso es que el club ganó $30.000 por el pase del jugador Roque Olsen a Tigre y, con el producido, compró un lote, donde actualmente se encuentra.
El sacerdote falleció en Paraná el 19 de enero de 1960, pero su legado quedó plasmado en un sinnúmero de obras que beneficiaron al barrio Villa Sarmiento.

## Historia
El estadio actual lleva por nombre Presbítero Bartolomé Grella, la inauguración se realizó el 30 de mayo de 1956 con un partido amistoso contra el Club Atlético Colón, partido que finalizó 3 a 1 con victoria para los visitantes, el gol de Patronato lo convirtió el capitán José Lambarri, de penal.
En 1968 con motivo de un partido amistoso con Boca Juniors (culminó con victoria de Boca 2 a 0) se inaugura la vieja tribuna de cemento sobre calle San Nicolás, con capacidad para 2500 personas.
En 1978 con motivo de la participación de Patronato en el Torneo Nacional de ese año, se construye la actual tribuna cabecera orientada hacia la calle Presbítero Grella. (en aquel momento calle Suipacha) con capacidad para 3.000 personas, la cabecera visitante con capacidad para 1.500 personas y las plateas para 1.500 personas. 
En el año 1999 a raíz del Congreso Misionero Latinoamericano (COMLA) se derriba la tribuna de calle San Nicolás y se construye la actual con capacidad para 15.000 personas, totalizando una capacidad aproximada de 22.000 personas. Los gastos fueron afrontados por la entidad religiosa.

### Remodelación
Tras el ascenso a la Primera B Nacional en 2010, los dirigentes iniciaron las obras de reacondicionamiento del estadio, para cumplir los requerimientos de la Asociación del Fútbol Argentino (AFA) para los estadios de la categoría. Esto incluyó trabajos de nivelado y resembrado del campo de juego, pintado de tribunas, construcción de nuevas cabinas para la prensa y la remodelación de vestuarios, entre otras tareas. Se acondicionó la tribuna que antes funcionaba como visitante para la ubicación de abonos populares, dado que en la B Nacional solo se permiten hinchas locales. Además, simpatizantes y pintores locales participaron en la ilustración del muro sobre calle San Nicolás. 
El campo de juego se acondicionó para que sea uno de los mejores terrenos de la categoría, resembrándolo por completo. También se cambió el arco que da a calle Grella, ya que el anterior sufrió daños en los festejos del ascenso. Por otra parte, la salida de los jugadores es a través de una manga que llega casi a la mitad de la cancha.
Los vestuarios también fueron refaccionados para mayor comodidad de los jugadores y se creó un nuevo acceso para los visitantes. Se creó una sala de control antidopaje (obligatoria en la categoría). En el lugar también se encuentra la sala de árbitros, utilería y el túnel de acceso al campo de juego.
En lo que respecta a la prensa, se construyeron nuevas cabinas de transmisión, equipadas con líneas telefónicas e internet WI-FI.